# 2010年のグランドチャンピオンシップ (独立リーグ)
2010年のグランドチャンピオンシップ（2010ねんのグランドチャンピオンシップ）は、2010年10月23日から10月31日に、四国・九州アイランドリーグ（現・四国アイランドリーグplus）優勝チームの香川オリーブガイナーズと、ベースボール・チャレンジ・リーグ優勝チームの石川ミリオンスターズによる、野球独立リーグ日本一の座をかけて行われたグランドチャンピオンシップである。
3年ぶりの顔合わせとなったが、前回同様3勝1敗で香川が優勝し、アイランドリーグチームの4連覇となった。シリーズ史上初めて、延長戦が2度おこなわれている（ほかに2019年のみ）。前年復活したMVP表彰は今年度は実施されなかった。
また第4戦はシリーズ史上初めてコールドゲームでの優勝決定となった。グランドチャンピオンシップではこのあと、2017年にもコールドゲームによる優勝決定が起きている。

## 日程
以下の予定であった。
- 第1・2戦は10月23・24日にアークバリアBP志度
- 第3-5戦は10月30日 - 10月31日に石川県立野球場
- 予備日はアイランドリーグラウンドが10月25・26日、BCリーグラウンドが11月2日 - 4日。

香川の開催球場は、ホームスタジアムのレクザムスタジアム（香川県営野球場）が秋季高校野球四国大会の会場となる関係で、アークバリアBP志度となり、試合もデーゲームとなった（アークバリアBP志度は照明設備が照度不十分のため、日没の場合はコールドゲームとなる予定だった）。 

## 試合結果

### 第1戦
10月23日　アークバリアベースボールパーク志度　開始13:00　入場者数1291人
|                        | 1 | 2 | 3 | 4 | 5 | 6 | 7 | 8 | 9 | R | H  | E |
| ---------------------- | - | - | - | - | - | - | - | - | - | - | -- | - |
| 石川ミリオンスターズ   | 0 | 0 | 0 | 0 | 0 | 0 | 0 | 0 | 3 | 3 | 8  | 0 |
| 香川オリーブガイナーズ | 0 | 1 | 1 | 0 | 0 | 2 | 1 | 3 | X | 8 | 14 | 1 |

1. 石：山崎、江藤、大輔 - 深澤
2. 香：前川、橋本、キム - 上ノ下
3. 勝利：前川（1勝）
4. 敗戦：山崎（1敗）
5. 本塁打
香：中村1号・2号、洋輔1号、三國1号
6. 試合時間：2時間16分

### 第2戦
10月24日　アークバリアベースボールパーク志度　開始13:00　入場者数1335人
|                        | 1 | 2 | 3 | 4 | 5 | 6 | 7 | 8 | 9 | 10 | R | H | E |
| ---------------------- | - | - | - | - | - | - | - | - | - | -- | - | - | - |
| 石川ミリオンスターズ   | 0 | 0 | 0 | 1 | 0 | 2 | 0 | 1 | 0 | 0  | 4 | 9 | 0 |
| 香川オリーブガイナーズ | 0 | 0 | 0 | 3 | 0 | 1 | 0 | 0 | 0 | 1x | 5 | 8 | 1 |

1. （延長10回）
2. 石：山下、佐藤、南 - 深澤
3. 香：髙尾、西村、酒井、伊藤 - 西森
4. 勝利：伊藤（1勝）
5. 敗戦：南（1敗）
6. 本塁打
香：中村3号、甲斐1号[4]
7. 試合時間：3時間6分

### 第3戦
10月30日　石川県立野球場　開始17:04　入場者数1027人
|                        | 1 | 2 | 3 | 4 | 5 | 6 | 7 | 8 | 9 | 10 | R | H | E |
| ---------------------- | - | - | - | - | - | - | - | - | - | -- | - | - | - |
| 香川オリーブガイナーズ | 0 | 0 | 0 | 1 | 0 | 0 | 0 | 0 | 0 | 0  | 1 | 6 | 4 |
| 石川ミリオンスターズ   | 0 | 0 | 0 | 0 | 0 | 0 | 1 | 0 | 0 | 1x | 2 | 5 | 0 |

1. （延長10回）
2. 香：前川、伊藤 - 上ノ下
3. 石：山崎、南 - 深澤
4. 勝利：南（1勝1敗）
5. 敗戦：伊藤（1勝1敗）
6. 試合時間：2時間43分

### 第4戦
10月31日　石川県立野球場　開始17:00　入場者数579人
|                        | 1 | 2 | 3 | 4 | 5 | 6 | 7 | R | H | E |
| ---------------------- | - | - | - | - | - | - | - | - | - | - |
| 香川オリーブガイナーズ | 0 | 2 | 0 | 0 | 0 | 0 | 0 | 2 | 4 | 1 |
| 石川ミリオンスターズ   | 0 | 0 | 0 | 0 | 0 | 0 |   | 0 | 3 | 0 |

1. （7回表終了・降雨コールドゲーム）
2. 香：髙尾 - 西森
3. 石：山下 - 深澤
4. 勝利：髙尾（1勝）
5. 敗戦：山下（1敗）
6. 試合時間：1時間59分